# Gaston Leroux
Gaston Louis Alfred Leroux (6 mai 1868 - 15 aprilie 1927) a fost un jurnalist și scriitor francez de romane polițiste.
Leroux s-a născut în Paris. Cea mai importantă perioadă din cariera sa jurnalistică a fost atunci când a lucrat la ziarul francez Le Matin. În 1907 a lăsat jurnalismul și a început să scrie. Cea mai importantă operă a sa este Fantoma de la operă, apărută în 1910. Pe patul de moarte a spus că "Fantoma de la operă într-adevăr a existat", ceea ce i-a făcut pe unii să îl creadă.

## Operă literară
- Le Mystère de la chambre jaune (1907), tradus în română: Misterul camerei galbene
- Le Parfum de la dame en noir (1908), tradus în română: Parfumul doamnei în negru
- Le Roi Mystère (1908), tradus în română: Regele ocnașilor
- Le fauteuil hanté (1909), tradus în română: Fotoliul bântuit(Secretul lui Toth)
- Le Fantôme de l'Opéra (1910), tradus în română: Fantoma de la operă
- Rouletabille chez le Tsar(1913), tradus în română: Secretul Nopții
- Le Crime de Rouletabille (1921), tradus în română: Crima lui Rouletable
- Păcatul dragostei[11]